# Johannes Trithemius
Johannes Trithemius, conegut com a Johann von Heidenberg (nascut el 2 de febrer de 1462 - mort el 13 de desembre de 1516), va ser un monjo alemany nascut a Trittenheim, prop de Trèveris, Alemanya. Va ser el fundador de la societat secreta Sodalita Celtic (Confraria Cèltica) dedicada a l'estudi de les llengües, les matemàtiques, l'astrologia i la màgia dels nombres. És autor de la famosa Steganographia o ciència per amagar missatges.

## Biografia
Nomenat abat de Sponheim a 1483, és autor de nou obres històriques, un tractat de les set causes segones (De septem secundieis, 1515), opuscles ascètics, una obra sobre els miracles de la Mare de Déu, dos llibres d'homilies i exhortacions cenobítiques, una obra contra els maleficis (Antipalus Maleficorum comprehensus, publicat a 1555).
Acusat de ser un gran aficionat a la màgia l'emperador Maximilià I el va comandar el 1505 al castell de Boppart, prop de Coblença, per sotmetre'l a vuit preguntes de fe. Tritemius va respondre amb la publicació del seu Liber octo questionum el 1511. Aquest mateix emperador va demanar els seus coneixements polítics perquè l'ajudés.
Va morir el 15 de desembre de 1516 i va ser enterrat a l'església del monestir de Saint-Jacques de Würzburg, del qual va ser prior els seus últims anys.

## Obra

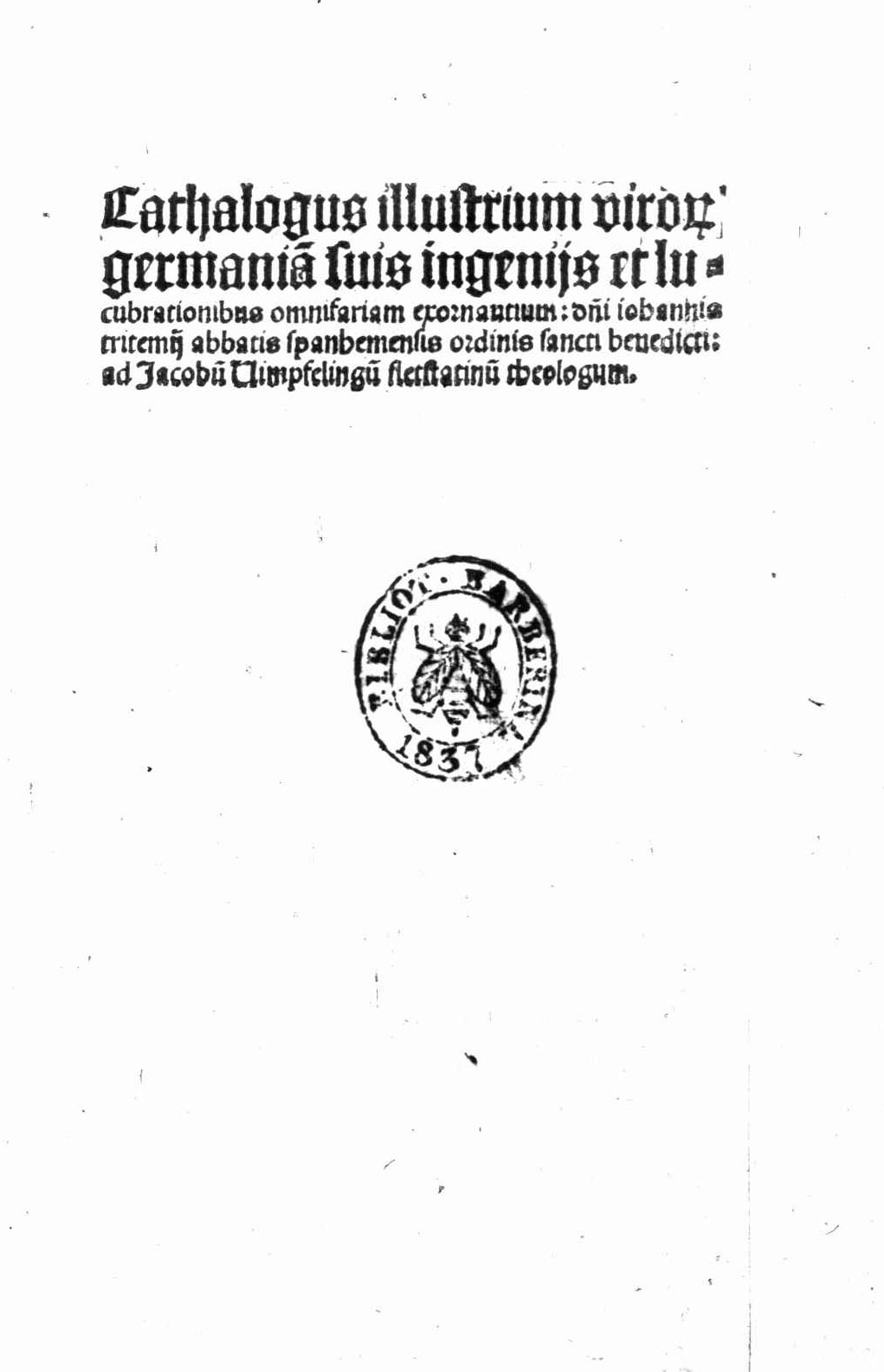
Catalogus illustrium virorum Germaniae, 1495

- Steganographia va ser publicat originalment en 1500. L'edició de l'any 1606, publicada al Frankfurt del Main per Mathias Becker, apareix ja incompleta.
- Polygraphia, 1518, és una complexa obra dedicada a la codificació de missatges.

Segons alguns autors les dues no són sinó una única obra presentada en dues parts diferenciades: la primera és metafísica i teòrica, la segona és pràctica.